# مهندس السباق

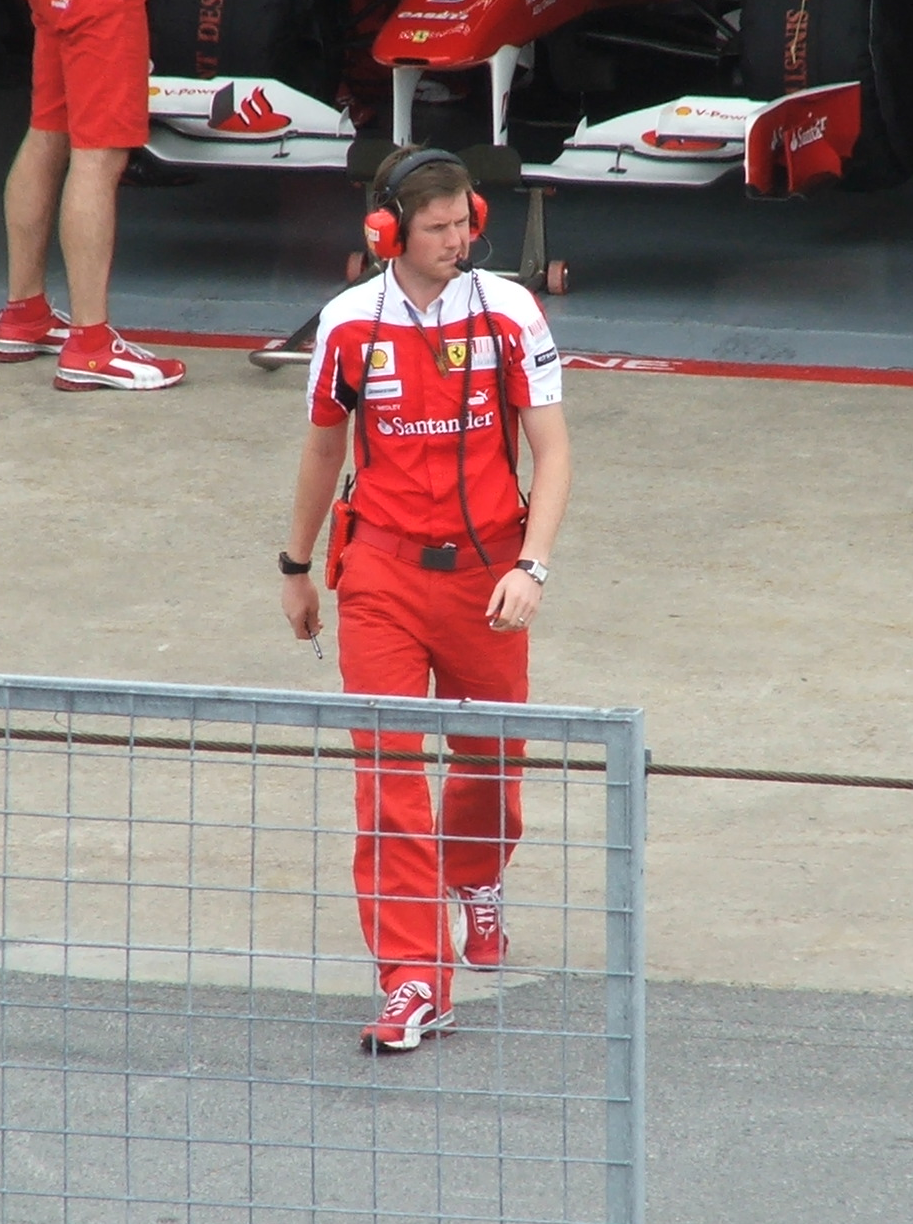
مهندس سباق فريق فيراري روب سميدلي في سباق الجائزة الكبرى الكندي للفورمولا 1 2010.

مهندس السباق (بالإنجليزية: Race engineer)‏ هو عضو في فريق رياضة السيارات يقوم بتحليل البيانات لتحقيق أفضل أداء للسيارة والسائق. يتواصل مهندس السباق مع محلل بيانات الفريق والميكانيكيين والسائقين، بين السباقات وأثناءها. خارج مضمار السباق، يقوم مهندس السباق بتحليل البيانات التاريخية لتحديد الإعداد الأولي لحدث السباق أو الاختبار التالي. تشمل واجبات مهندس السباق أيضًا الإدارة العملية لميكانيكا المركبات، وتنظيم جدول الاختبارات، وضمان الامتثال للوائح. يسعى مهندس السباق إلى جعل هذه الأنشطة تحدث بسلاسة قدر الإمكان للسائق. دائمًا ما يكون مهندسو السباق حاصلين على درجة أكاديمية في الهندسة أو في مجال ذي صلة.
يجب أن يتمتع مهندس السباق الجيد بمهارات جيدة. لكي يكون مهندس السباق فعالاً، يجب أن يكون لديه علاقة عمل جيدة ليس فقط مع السائق ولكن أيضًا مع بقية الفريق، سواء في المضمار أو بعيدًا عنه. في كثير من الأحيان يكون مهندس السباق هو «وجه» الفريق أمام وسائل الإعلام؛ بشكل خاص أثناء السباق عندما يتعذر الوصول إلى السائق. هذا يجعل المهارات الإعلامية لمهندس السباق أولوية.

## التاريخ
نمت أهمية دور مهندس السباق في فرق السباق منذ اعتماد المستشعرات التي تجمع بيانات الأداء على متن الطائرة. تتمثل مهمة مهندس السباق في تقييم أداء السيارة الذي جُمِع من القياس عن بعد وتعليقات السائق. ثم يسعى مهندس السباق إلى تحسين الأداء فيما يتعلق برغبات السائق من خلال تعديل نظام التعليق ومعايرة المحرك والديناميكا الهوائية والمتغيرات الأخرى التي تؤثر على أداء السيارة على حلبة السباق.

## السفر
يميل مهندسو السباق إلى السفر على نطاق واسع، لا سيما خلال موسم سباقات فرق رياضة السيارات الخاصة بهم. على أعلى مستوى من رياضة السيارات الاحترافية، يعد السفر الدولي أمرًا شائعًا. عادة ما يكون سفر مهندسي السباق خارج الموسم للاختبار والتدريب وزيارة البائعين.

## روابط خارجية
- The Race Engineer
- Unusual Journeys: Racing Around with Formula One
- Tips for a Career in Motorsports Engineering